# Рафолацане
Рафолацане (англ. Rafolatsane) — одна з місцевих громад, що розташована в районі Мокотлонг, Лесото. Населення місцевої громади у 2006 році становило 7 713 осіб.